# Celma Bonfim da Graça
Celma Bonfim da Graça est une coureuse de fond santoméenne née le 23 décembre 1977 à Sao Tomé-et-Principe.

## Biographie
Celma Bonfim da Graça a représenté Sao Tomé-et-Principe aux Jeux olympiques d'été de 2008 à Beijing, où elle a porté le drapeau national de son équipe lors de la cérémonie d'ouverture. Elle a couru dans la première manche du 5 000 mètres féminin. Elle a terminé la course à la dernière place avec plus de quarante secondes de retard sur la Malawite Lucia Chandamale, avec son record personnel et son record national de 17 min 25 s 99. Da Graça n'a donc pas réussi à se qualifier pour les demi-finales. Aux Jeux olympiques d'été de 2016, da Graça a participé au 1 500 mètres féminin, mais a terminé 14e, dernière dans sa course, avec un temps de 4:38.86, ne parvenant pas à se qualifier pour les demi-finales.
Aux Jeux de la Lusophonie 2006, Bonfim a remporté une médaille d’argent au 5 000 mètres féminin, avec un temps de 18:17.12. Aux Jeux de la Lusophonie 2009, elle a remporte une médaille de bronze au relais 4x400 mètres féminin. Elle a également terminé cinquième dans la finale du 5 000 mètres, avec un temps de 18:05.17.
Aux Championnats d'Afrique d'athlétisme 2004, Bonfim a participé au steeple 3 000 mètres féminin, où elle a terminé quatrième et dernière avec un temps de 11 min 57 s 94. C'était presque une minute et demie moins rapide que le troisième. Elle a cependant établi un record national.